# Erik Aalbæk Jensen
Erik Aalbæk Jensen (* 19. August 1923 in Ballerum, Thy; † 30. September 1997) war ein dänischer Schriftsteller, der sowohl mit dem Kritikerprisen als auch mit dem Søren-Gyldendal-Preis ausgezeichnet wurde.

## Leben
Der Sohn eines Lehrers wuchs auf der jütländischen Insel Vendsyssel-Thy auf und begann nach dem Besuch der Aalborg Katedralskole ein Studium der Evangelischen Theologie. Während des Zweiten Weltkrieges engagierte er sich im dänischen Widerstand gegen die deutsche Besatzungsmacht und befand sich deshalb nach seiner Verhaftung in einem Konzentrationslager. Nach dem Krieg setzte er sein Studium fort und wurde nach seiner Ordination 1950 Pfarrer der Dänischen Volkskirche in Osted.
Sein schriftstellerisches Debüt gab er zunächst 1948 durch Beiträge für die Zeitschrift Heretica, ehe er 1949 seinen ersten Roman Dommen veröffentlichte, dem 1952 mit Dæmningen ein weiterer folgte. Beide Romane waren geprägt durch die moralischen Probleme der zu der Zeit ausgelösten Debatte um Wertvorstellungen. In der Folgezeit verfasste er vom Erzählstil her einfachere Romane über die deutsche Besatzungszeit wie Drømmen om det glemte (1954), Gertrud (1956) und I heltespor (1960). 1957 wurde er Journalist beim Danmarks Radio, bei dem er zuletzt von 1959 bis 1964 Chef des Fernsehtheaters war.
Eines seiner Hauptwerke war der 1964 veröffentlichte Roman Perleporten über die sozialen und ideologischen Gegensätze im Nordenfjord in den 1930er Jahren, für den 1964 den Kritikerprisen erhielt.
Nach diesem großen Erfolg, der zugleich seinen Durchbruch als Schriftsteller bedeutete, verfasste er mit Sagen (1971) eine Fortsetzung von Perleporten, bei der die handelnden Personen in den Landentwicklungsskandal während der Hochkonjunktur der 1960er Jahre verwickelt waren. Eine weitere Fortsetzung, Kridtstregen (1976), behandelte die Geschichte von zwei Brüdern und deren Einsatz als Freiwilliger an der Ostfront im Zweiten Weltkrieg bzw. als Deserteur zwischen 1941 und 1945. Für das Buch Kridtstregen, das 1983 unter dem Titel Forræderne von Ole Roose verfilmt wurde, wurde ihm 1977 der Søren-Gyldendal-Preis verliehen.
Ein weiterer Schwerpunkt der Arbeit von Aalbæk Jensen war das Interesse an den Lebensstilen und Einstellungen, insbesondere in abgelegenen Regionen Dänemarks. Das dadurch entstandene achtbändige topografisch-ethnologische Werk mit dem Titel Livet på øerne (1981 bis 1987) basierte auf einer Forschung aller bewohnten Inseln Dänemarks.
Nach dieser umfangreichen wandte er sich wieder der schönen Literatur zu und verfasste mit Herrens mark (1990) und Magtens folk (1991) einen Doppelroman über die privaten und moralischen Machtkämpfe eines Journalisten in Frederikshavn in den Jahren 1943 bis 1957. Zuletzt erschienen von ihm Særlige vilkår (1994) sowie posthum Enkebal, in denen er sich insbesondere mit der Entwicklung der neuen, stärkeren Rolle der Fru zwischen den 1950er und 1970er Jahren.
Er starb vor der Fertigstellung seines literarischen Vorhabens zur Schilderung des modernen Dänemarks in seiner Kindheitsregion Vendsyssel. Seine Bücher verbanden soziologische und psychologische Neugier mit der Präzision für Details, analytischem Scharfsinn und gesellschaftliche Übersicht über eine fünfzigjährige Sozial- und Mentalitätsgeschichte. Dabei beschrieb er neben dem Milieu auch Landschaften, Unternehmen sowie Menschen aller Altersgruppen und setzte dadurch die traditionsreiche Erzählkunst von Henrik Pontoppidan, Martin A. Hansen, Hans Kirk und Hans Scherfig fort. Durch seinen Sinn für eine umfassende epische Komposition und sein Einfühlungsvermögen erreichte er ein breites Leserpublikum.
Erik Aalbæk Jensen ist der Vater des Filmproduzenten Peter Aalbæk Jensen.

## Weitere Veröffentlichungen
in deutscher Sprache
- Konkurs, Originaltitel Sagen, 1974
- Das Perlentor, Originaltitel Perleporten , 1977